# Cappella Demidoff di San Donato
La Cappella Demidoff di San Donato è un luogo di culto restaurazionista, oggi sede della Chiesa di Cristo a Firenze, che si trova in via San Donato.

## Storia
La chiesa era la cappella privata della magnifica villa San Donato, fatta costruire dai ricchi nobili russi dei Demidoff tra il 1822 e il 1831. La chiesa officiava rito ortodosso.
Come altre proprietà dei Demidoff, anche la chiesa era improntata a un solenne monumentalismo, con una grande cupola ispirata a quella del Pantheon di Roma, mentre esternamente la chiesa era decorata da un pronao classicheggiante con quattro monumentali colonne corinzie. La pianta è circolare e numerose colonne sostengono la cupola che presenta lacunari in stile neoclassico.
La villa venne irrimediabilmente danneggiata nella seconda guerra mondiale e fino al restauro integrale del 2012 era ridotta ad ospitare alcuni miserevoli capannoni circondati da alti palazzi che ne hanno invaso il parco. La chiesa invece si salvò e venne in seguito restaurata. Oggi è stata assegnata alla Chiesa di Cristo.
L'antica iconostasi della cappella si trova oggi nella chiesa russa della Natività, sempre a Firenze.

## Galleria d'immagini

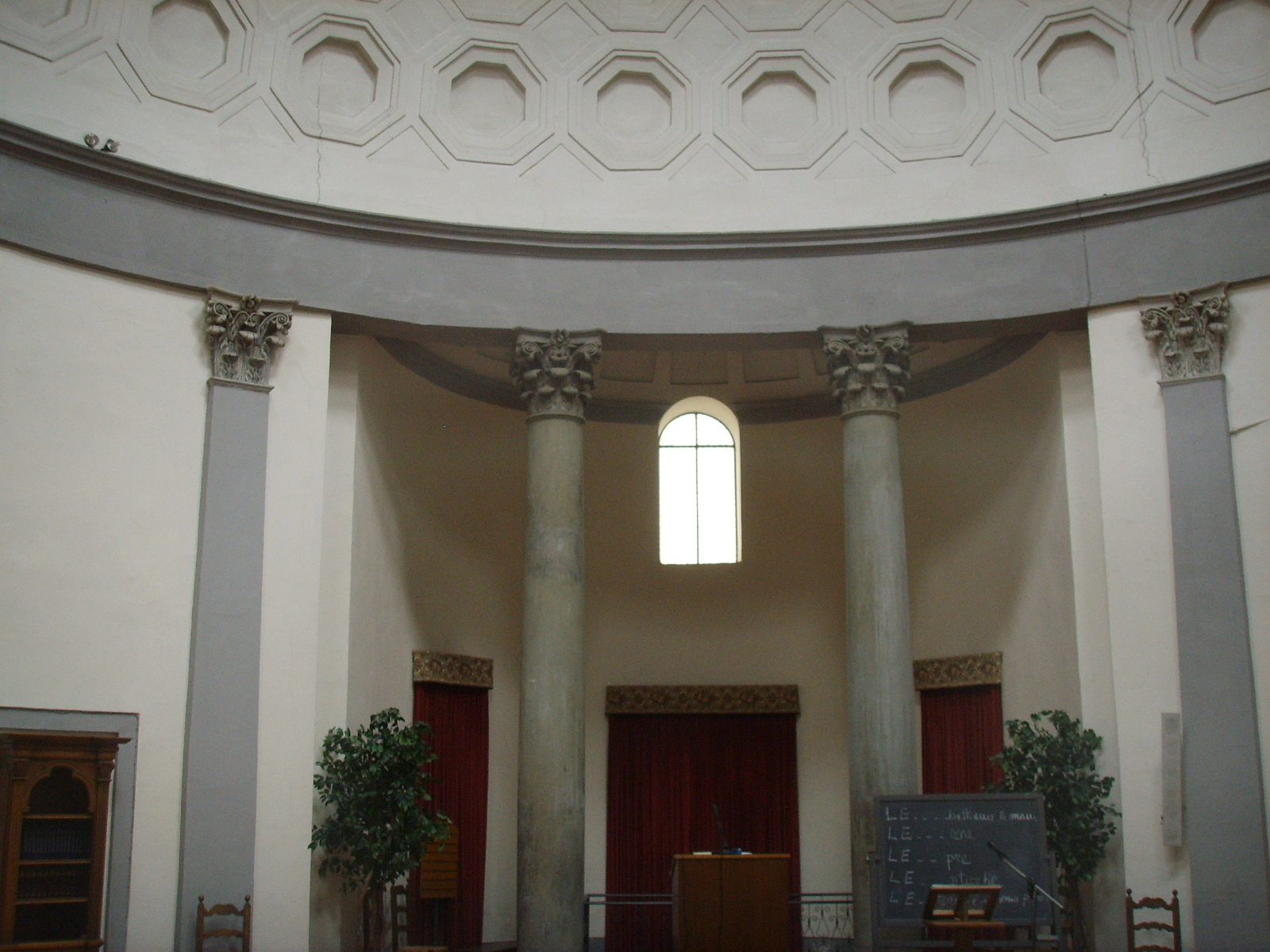
Interno
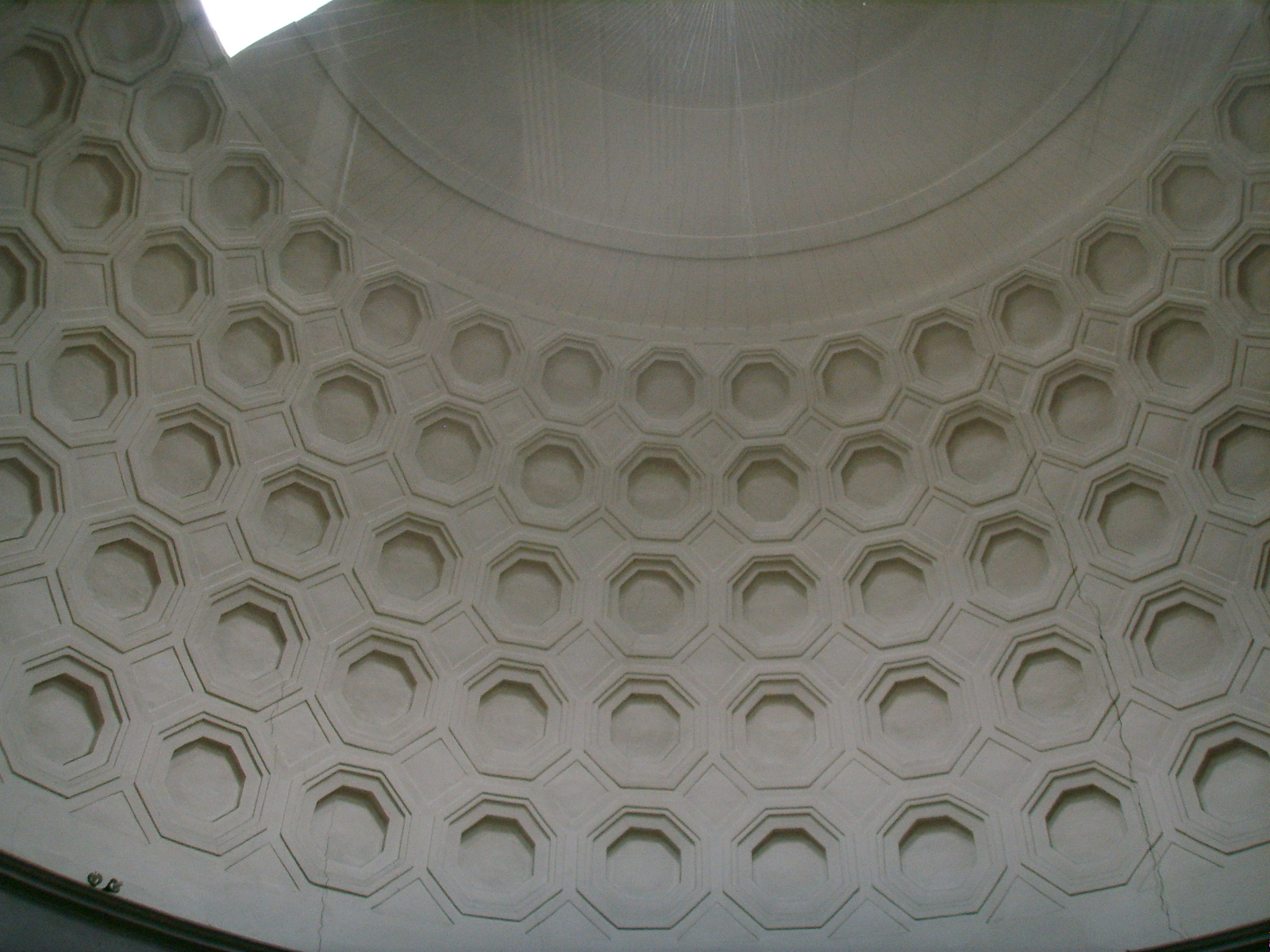
La cupola
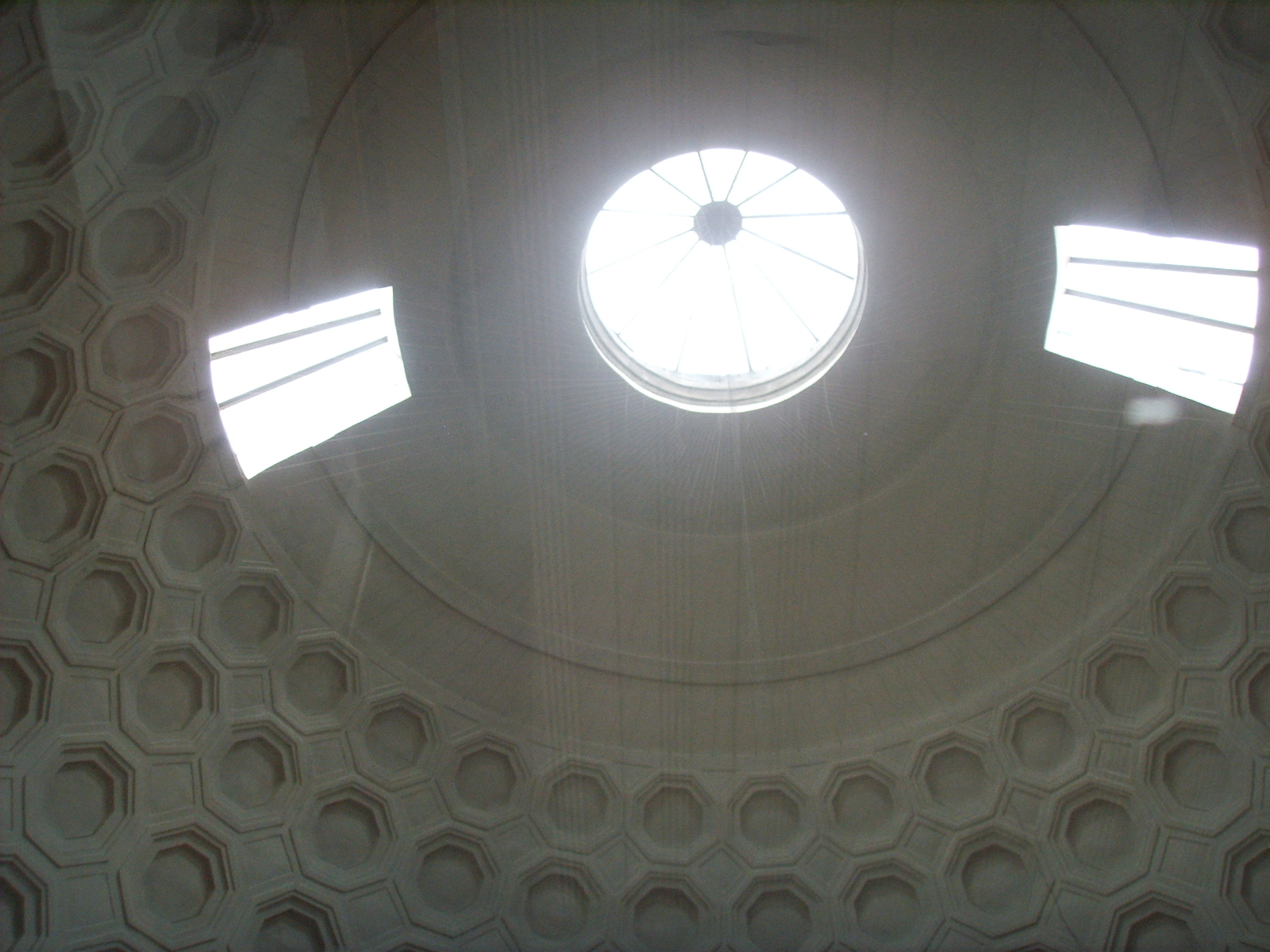
La cupola